# 621
Cette page concerne l'année 621  du calendrier julien. Pour l'année 621 av. J.-C., voir 621 av. J.-C.
L'année 621 est une année commune qui commence un jeudi.

## Événements
- 16 avril : mort de Récarède II. Début du règne de Swinthila, roi des Wisigoths en Espagne[1].
- 28 mai : en Chine, victoire du Tang Li Shih-min à la bataille de Hulao, à l'est de Luoyang, sur le prétendant au trône Dou Jiande[2].
- 4 juin : le prétendant Wang Shichong, assiégé dans Luoyang, capitule[3].
- 1er août : triomphe de Li Shih-min à Chang'an. Son ennemi Dou Jiande est décapité trois jours plus tard[2].
- Été : première convention d'Aqaba. Conversion des tribus Banu Khazraj et Banu Aws de Yathrib[4].

- Le trésor de l’Église de Constantinople est remis à l’empereur par le patriarche Sergios et vendu pour financer la guerre contre les Perses[5].

## Décès en 621
- 14 février : Sisebuth, roi des Wisigoths[1].
- 16 avril : Récarède II, roi des Wisigoths[1].
- 27 octobre : Didier, évêque d’Auxerre, originaire d’Aquitaine[6]. Il lègue à son Église 140 kg d’orfèvrerie liturgique[7].